# Touraine

vlag van Touraine

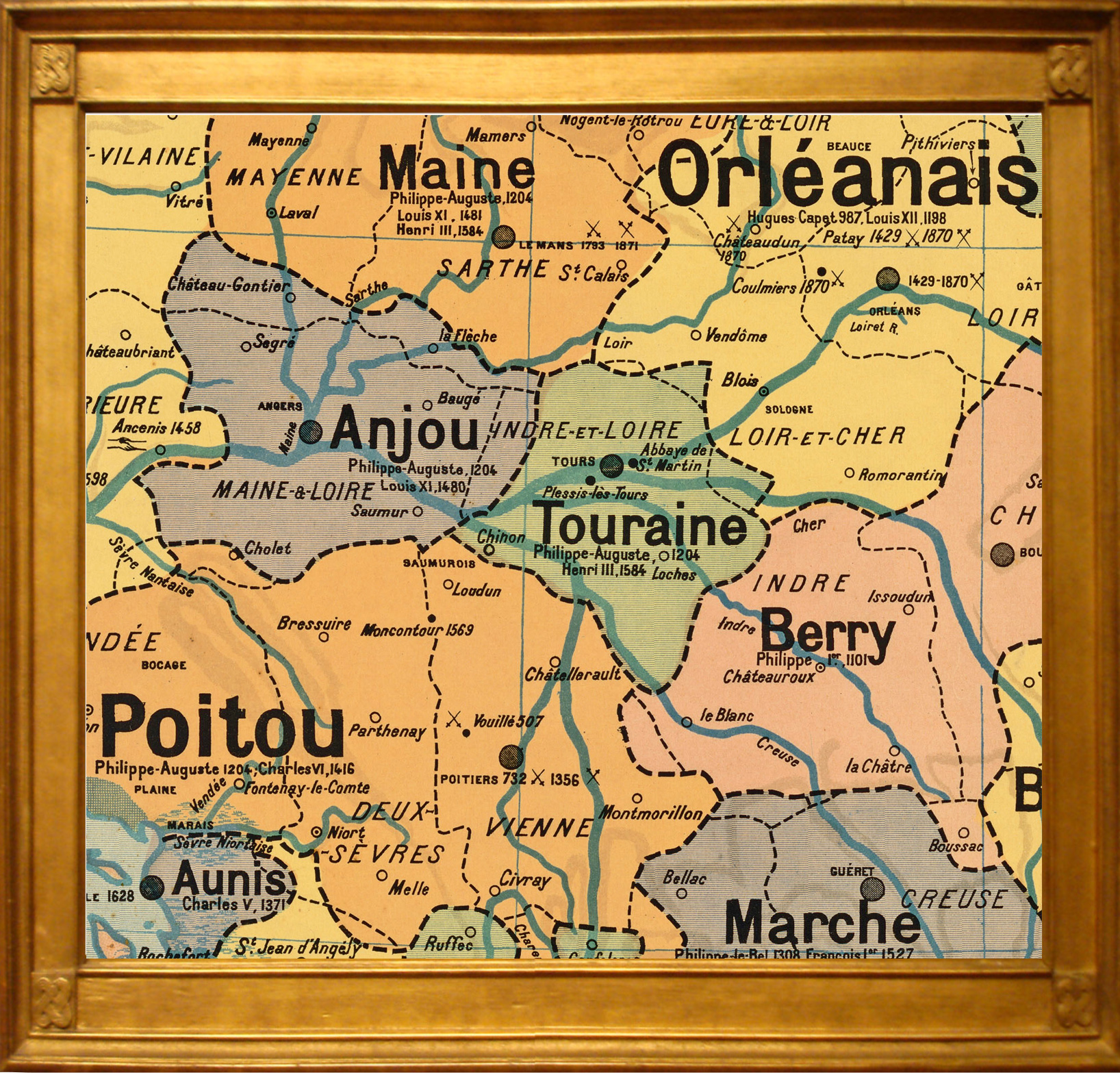
Kaart 1790

Touraine was vroeger een zelfstandige Franse provincie, gelegen in het midden van het land rondom de rivier de Loire. De hoofdstad van Touraine was Tours. Touraine grensde aan Anjou in het westen, Orléanais in het noorden, Berry in het oosten en Poitou in het zuiden. In 1790 werd de provincie verdeeld over de departementen Indre-et-Loire, Loir-et-Cher en Indre. Deze departementen maken tegenwoordig deel uit van de regio Centre-Val de Loire.
De naam Touraine is afgeleid van een Gallische stam, de Turones. Het gebied is bekend om zijn wijngaarden en de talrijke kastelen.
Tegenwoordig wordt de naam Touraine nog in toeristische zin gebruikt, als landstreek.

## Afkomstig uit Touraine
- François Rabelais (1494-1553), schrijver en humanist
- Honoré de Balzac (1799-1850), schrijver